# Bouvard a Pécuchet
Bouvard a Pécuchet (1881) je nedokončený román od francouzského spisovatele Gustave Flauberta. Román je o dvou vysloužilých písařích, kteří dobu, po kterou jsou v důchodu, věnují usilovnému studiu. Nic se jim ale nedaří a vždy se dočkají pouze posměchu. V Československu byl v roce 1972 zpracován jako televizní seriál Byli jednou dva písaři (režie Ján Roháč, v hlavních rolích Jiří Sovák a Miroslav Horníček).